# Moneses uniflora
Moneses uniflora là một loài thực vật có hoa trong họ Thạch nam. Loài này được Carolus Linnaeus đặt danh pháp Pyrola uniflora năm 1753. Năm 1821, Samuel Frederick Gray mô tả loài Moneses grandiflora như là loài điển hình của chi Moneses khi ông công bố hợp lệ tên chi này dựa theo mô tả của Richard Anthony Salisbury trước đó. Tuy nhiên, danh pháp này cho loài là bất hợp lệ, do nó đã được gọi với tính ngữ uniflora từ năm 1753, mặc dù trên thực tế nó là khác biệt với các loài của chi Pyrola và danh pháp Moneses của chi là hợp lệ. Năm 1848, Asa Gray phát hiện ra lỗi này và đặt lại danh pháp hợp lệ cho nó là Moneses uniflora.

## Từ nguyên
Tên gọi Latinh của chi bắt nguồn từ tiếng Hy Lạp cổ μόνος (monos — nghĩa là đơn độc, một), và ἕσις (hesis — nghĩa là khát vọng, khoái cảm); để chỉ một bông hoa đơn độc rất đẹp. Ý nghĩa tương tự cũng có trong một số tên gọi thông thường, chẳng hạn trong tiếng Anh người ta gọi nó là one-flower wintergreen (cây xanh mùa đông một hoa) hay tại Califonia người ta gọi nó là woodnymph (thần nữ rừng), còn trong tiếng Hà Lan người ta gọi nó là eenbloemig wintergroen.

## Mô tả
Là loài thực vật duy nhất đã biết của chi Moneses, nó có thân thảo thường xanh sống lâu năm với thân rễ mảnh dẻ đường kính 0,2-0,6 mm. Các rễ dài, mảnh dẻ, phân nhánh. Các lá mọc sát gốc hay mọc thấp, thành 3-4 vòng, mỗi vòng 2-3 lá hình từ ôvan - elip tới hình trứng ngược, đường kính 10–30 mm, với các răng cưa nhỏ; so le với khoảng 5 vảy. Cuống lá ngắn hơn đường kính lá. Các thân trên mặt đất mọc thẳng không phân cành, hơi thuôn tròn có đường kính 0,6–1 mm, mỗi thân cao 10–50 mm và kết thúc với một bông hoa có mùi thơm và rủ xuống. Cán hoa mọc thẳng, dài 5–10 cm, phần trên có 1-2 lá bắc. Tràng hoa có đường kính 15–25 mm. 4 hoặc 5 cánh hoa màu trắng trải rộng hơi nhăn. Nhị hoa 8-10. Bao phấn 3–4 mm, rất cong. Đài hoa hình ôvan, tách biệt và màu trắng ánh lục. Bầu nhụy dạng gần phỏng cầu. Vòi nhụy 4–5 mm. Đầu nhụy hình khiên. Thời gian ra hoa từ tháng 5-7 tới tháng 9-10. Quả nang đường kính 5–6 mm. Hạt hình thoi hẹp.

## Phạm vi phổ biến và sinh thái
Loài này sinh sống trong khu vực ôn đới và hàn đới thuộc Bắc bán cầu.
Tại Bắc Mỹ nó phổ biến rộng: từ miền nam Alaska và miền đông Canada tới miền bắc California, Arizona và New Mexico. Tại các bang Connecticut và Ohio nó được coi là loài nguy cấp (Endangered), tại Rhode Island nó được coi là loài bị đe dọa (Threatened).
Tại châu Âu nó được bắt gặp ở nhiều nơi.
Tại Nga nó sinh sống trong khu vực thuộc phần châu Âu (trừ khu vực phía nam), Siberia, Viễn Đông và Bắc Kavkaz.
Tại châu Á nó sinh sống ở Mông Cổ, Nhật Bản, Triều Tiên, Trung Quốc (các tỉnh Cam Túc, Hắc Long Giang, Cát Lâm, Sơn Tây, bắc Tứ Xuyên, Tân Cương, đông bắc Vân Nam) với tên gọi 独丽花 = độc lệ hoa, Đài Loan. Hiếm gặp ở Kashmir.
Môi trường sống thích hợp là các khu rừng cây lá kim (chủ yếu là các khu rừng vân sam) và rừng hỗn hợp có độ ẩm trung bình.

## Hình ảnh

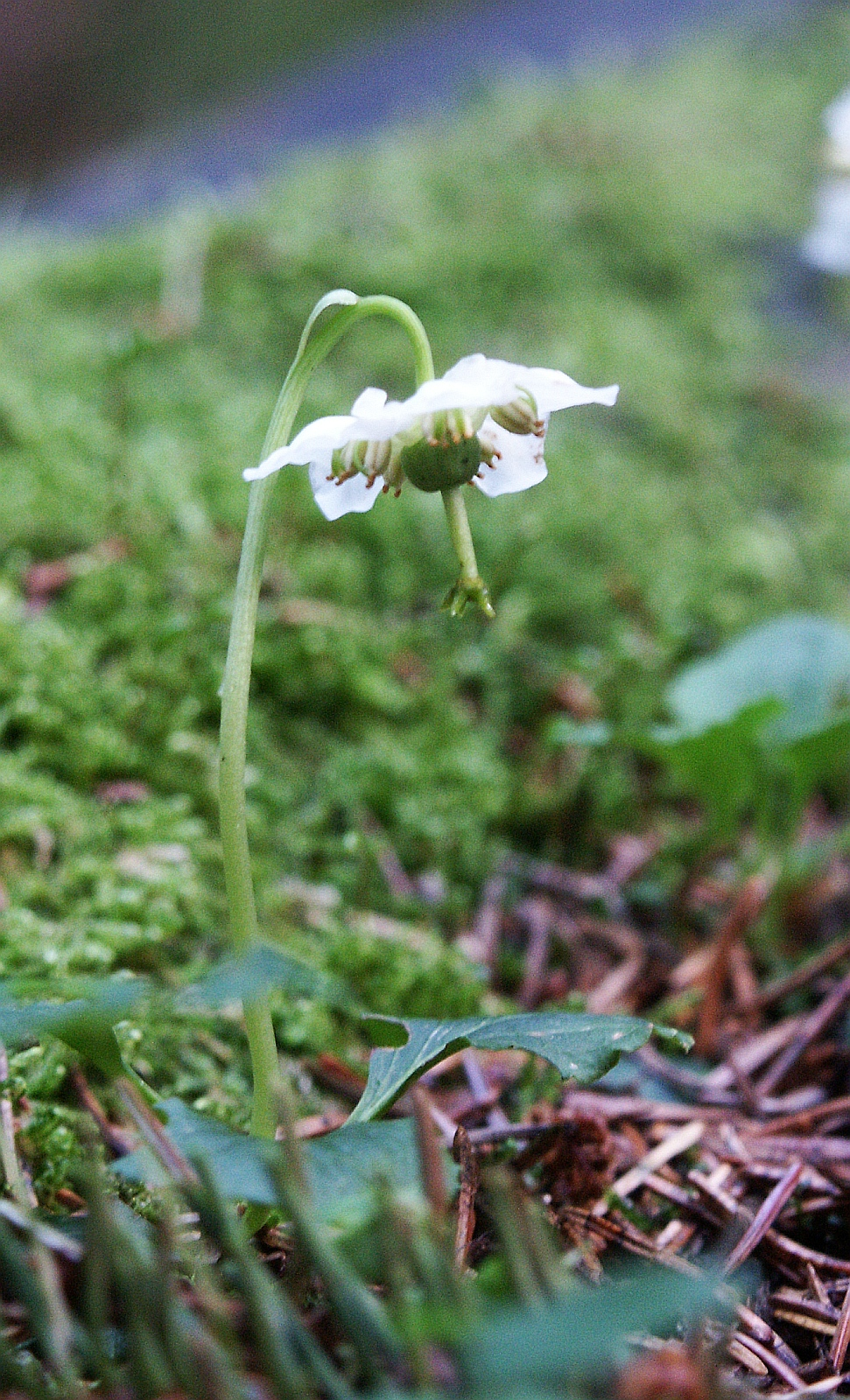
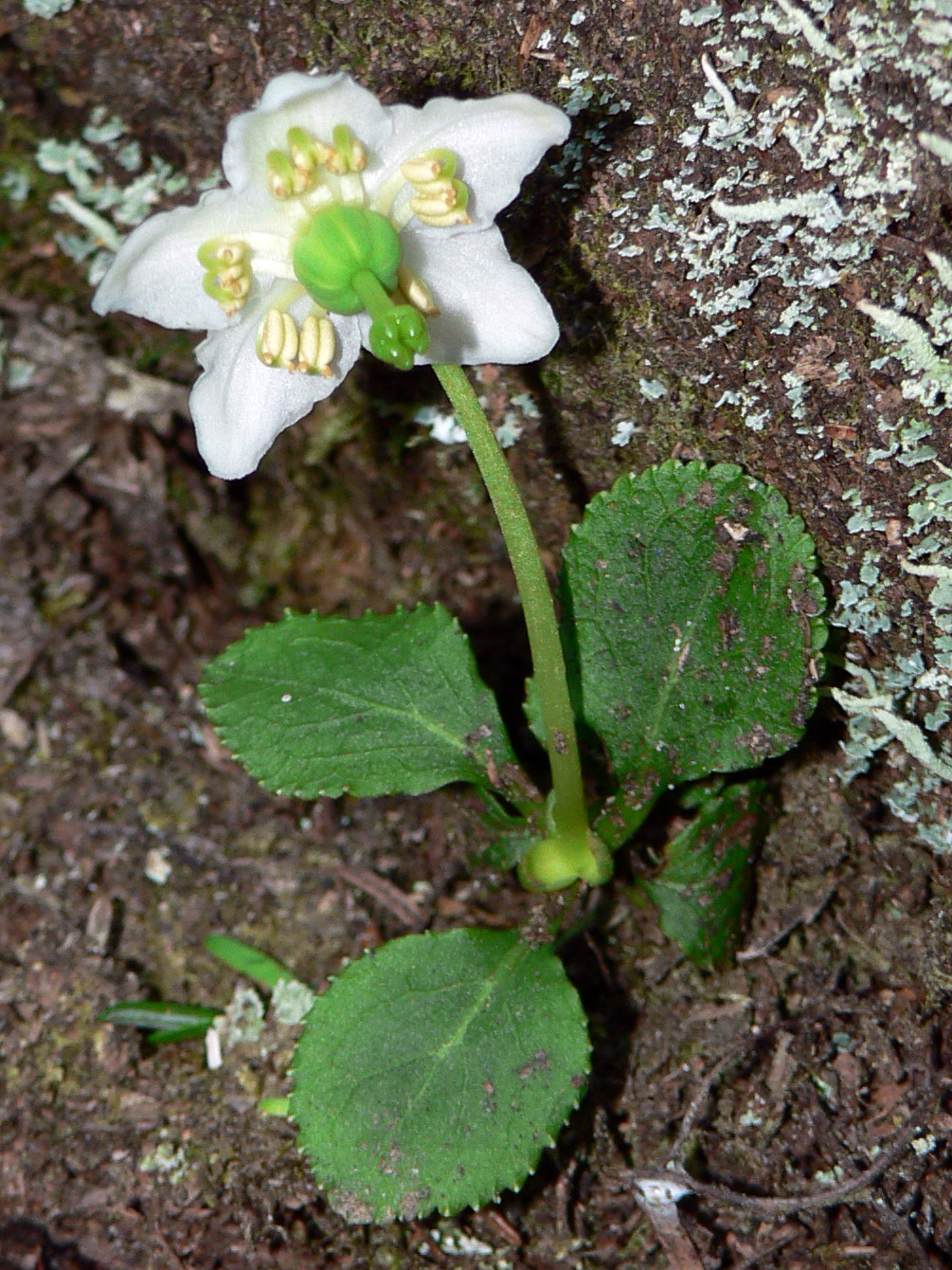
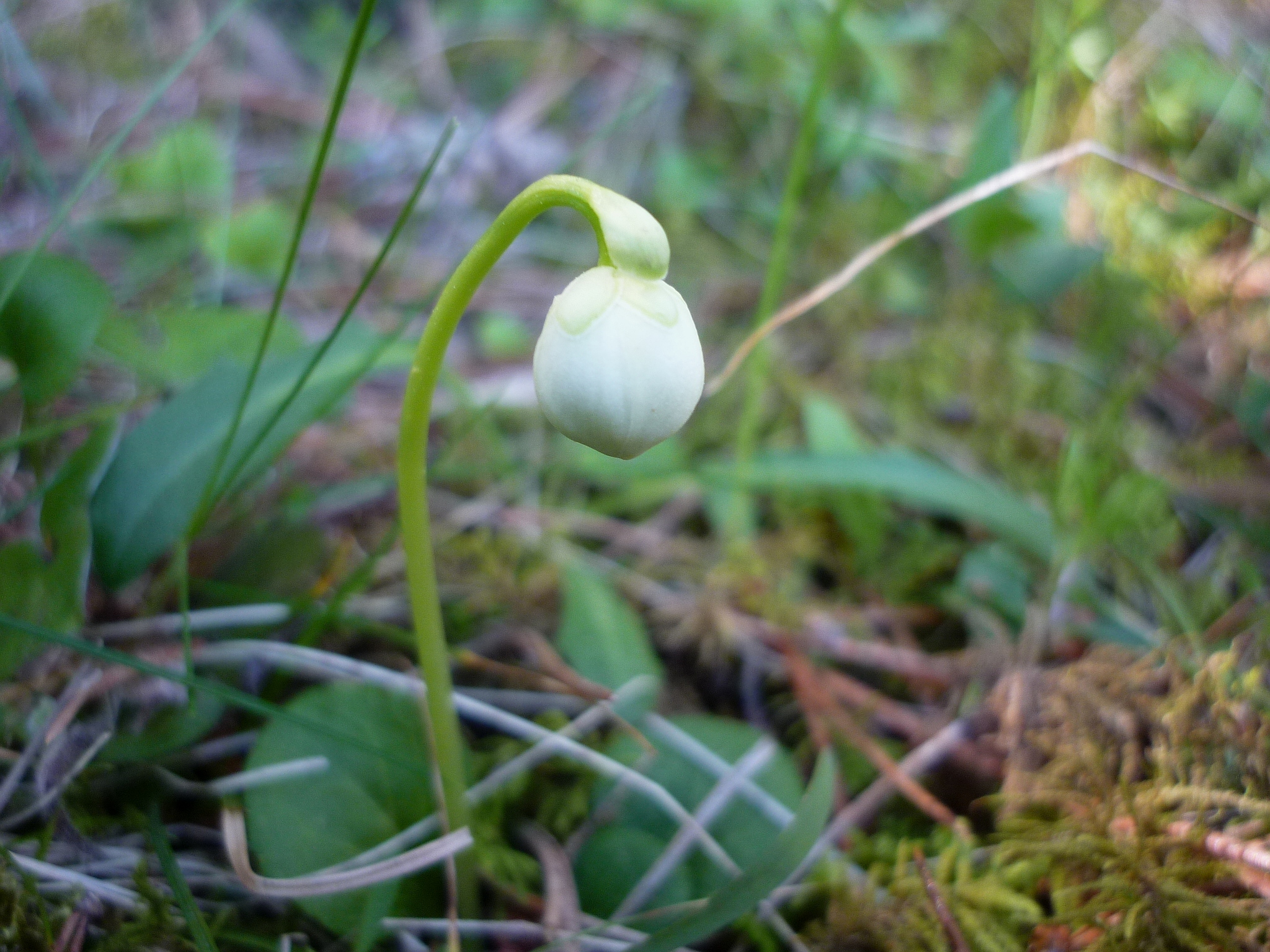
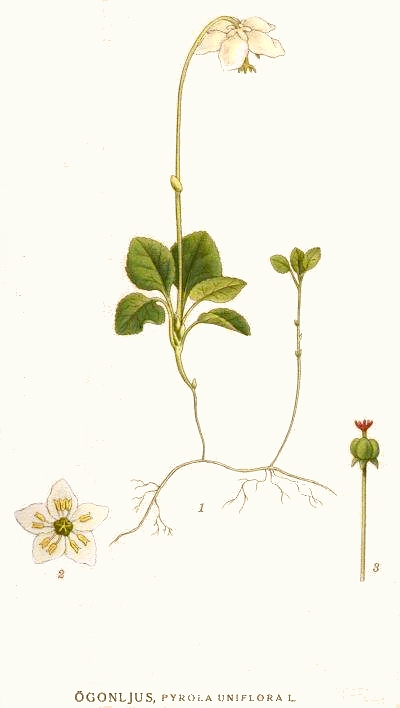